# タイコウチ科
タイコウチ科（Nepidae）は、カメムシ目カメムシ亜目に属す科。水生昆虫である。腹部末端に長い呼吸管を持つのが特徴。
熱帯地方を中心に世界から14 属約250種が知られ、タイコウチ亜科 Nepinae（10属）とミズカマキリ亜科 Ranatrinae（4属）の2つの亜科に分けられている。世界的に最も広範に分布し種の豊富なのはミズカマキリ属 Ranatraである。日本には下記の3属7種が分布している。

## 日本産の種
- タイコウチ Laccotrephes japonensis
- ヒメタイコウチ Nepa hoffmanni
- エサキタイコウチ Laccotrephes maculatus
- タイワンタイコウチ Laccotrephes grossus
- ミズカマキリ Ranatra chinensis
- ヒメミズカマキリ Ranatra unicolor
- マダラアシミズカマキリ Ranatra longipes

- タイコウチ
- ミズカマキリ